# Moi, un noir
Moi, un noir (traducción literal: Yo, un negro) es una película dramática de 1958 producida entre Costa de Marfil y Francia. Dirigido por Jean Rouch, el filme fue rodado en la ciudad marfileña de Abiyán.

## Sinopsis
La película relata la historia de seis jóvenes inmigrantes nigerianos que dejan su país para encontrar trabajo en Costa de Marfil, en el barrio de Treichville de la capital Abiyán. Estos inmigrantes viven en la miseria, y sueñan con llegar algún día a los barrios limítrofes de la Meseta (el distrito comercial e industrial) y el antiguo barrio africano de Adjame. Todas las mañanas buscan trabajo en Treichville con la esperanza de conseguir los veinte francos para poder pagar un plato de sopa. Realizan trabajos de poca paga como estibadores y obreros y por la noche ahogan sus penas en los bares mientras sueñan con sus vidas idealizadas.

## Reparto
- Oumarou Ganda es Robinson
- Gambi es Dorothy Lamour
- Petit Touré es Eddie Constantine
- Alassane Maiga es Tarzan
- Amadou Demba es Elite
- Seydou Guede es Le facteur
- Karidyo Faoudou es Petit Jules

## Recepción
La película fue recibida con mucha aclamación, es reconocida como una obra influyente en el lanzamiento del movimiento Nouvelle vague y fue galardonada con el Premio Louis Delluc de 1958. Oumarou Ganda, quien interpretó el papel de Edward G. Robinson, se convirtió en uno de los cineastas más importantes de África. La cinta fue pionera en el uso de actores no profesionales, rasgo que Jean-Luc Godard usaría para elaborar su película Breathless y dar forma a la nueva ola del cine francés. Godard argumentó que la película había alcanzado "niveles de verdad sin precedentes capturados en el cine" en una edición de marzo de 1959 de la revista Arts, y más tarde la mencionó como su cuarta película favorita del año.